# 望遠鏡史

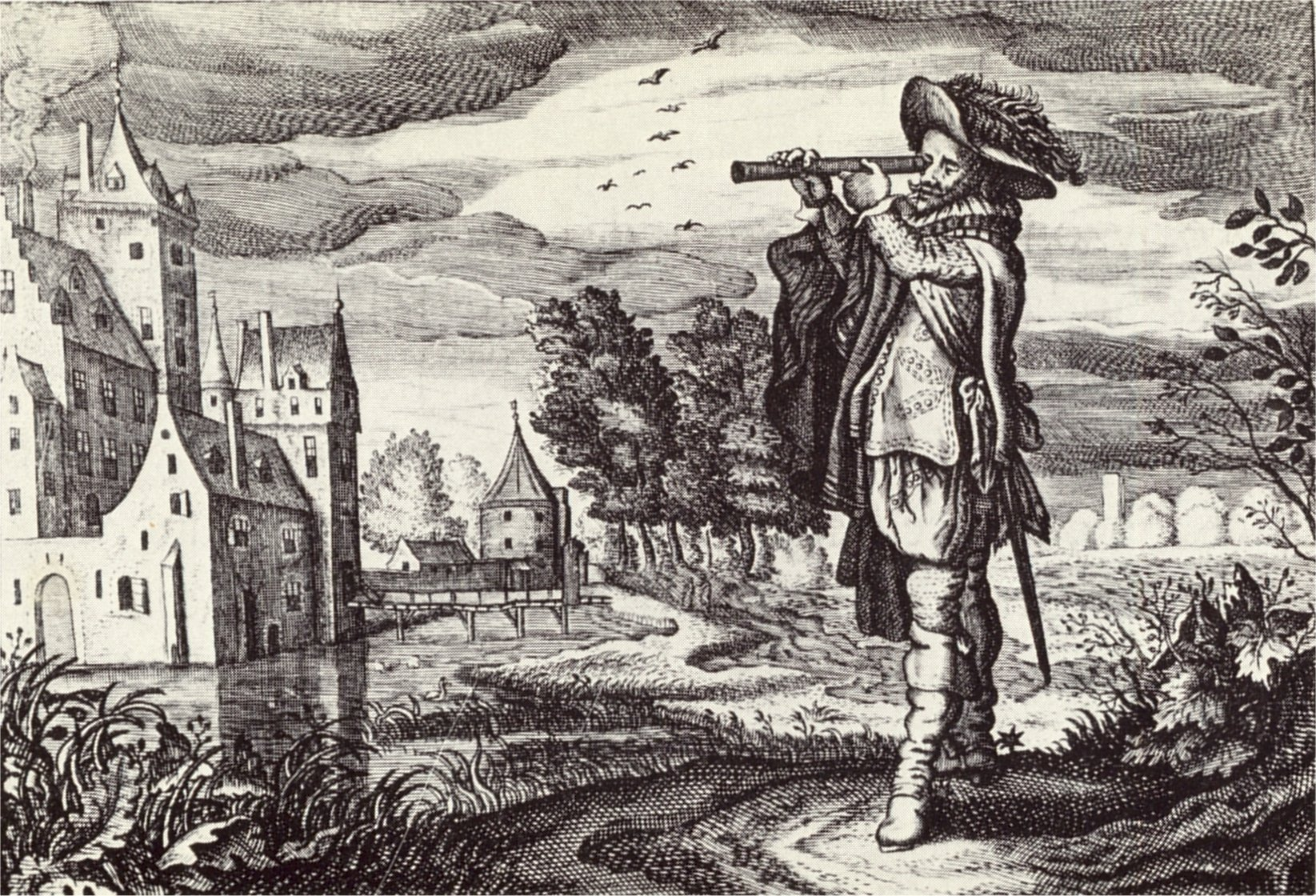
於1624年描述的早期「荷蘭望遠鏡」。

已知最早的望遠鏡出現在1608年的荷蘭，當地的製造商漢斯·利普塞（Hans Lippershey）試圖獲得一項專利之際。或許是因為還有許多其他人，像是米德爾堡的眼鏡製造商Zacharias Janssen，和阿爾克馬爾的Jacob Metius，都自稱是發明者，所以漢斯•李普希沒有得到他的專利，但新發明的消息很傳遍了歐洲。這些早期折射望遠鏡的設計包括一個凸透鏡的物鏡和一個凹透鏡的目鏡。伽利略在第二年改進了設計，並將其應用於天文學。克卜勒在1611年描述了如何用凸透鏡的物鏡和目鏡製作出更有用的望遠鏡；而克里斯蒂安·惠更斯配合複合目鏡製造出倍數高但視野不廣的克卜勒望遠鏡。
艾薩克·牛頓在1668年結合斜置對角的小平面鏡將光線反射至望遠鏡側邊的目鏡，製造出第一架"實用"的反射鏡。洛朗·卡塞格林在1672年描述使用一個小凸透鏡作為第二反射鏡，將光線反射穿過主鏡中心洞孔的設計。
消色差透鏡在1733年出現在賈斯特·摩爾·霍爾製做的望遠鏡，大大的降低了物鏡的色差，使望遠鏡可以製做得更短並且有更多的功能，但是它沒有公佈。約翰·多隆德學到了霍爾的發明，並且在1758年製作出望遠鏡，開始商業的量產。 
反射鏡望遠鏡發展上的重要事件是約翰·哈德利在1721年製造出大的拋物面鏡；萊昂·傅科在1857年引入了在玻璃鏡面上鍍銀的程序，和在1932年採用可以持久的滲鋁塗層反射鏡。大約在1910年，卡塞格林反射鏡的變體里奇-克萊琴望遠鏡被發明，但直到1950年之後才被廣泛地採用；許多現代的望遠鏡，包括哈伯太空望遠鏡，都使用這種比傳統的卡塞格林反射鏡有更關廣視野的設計。
在1850–1900年間，反射鏡遭受了金屬鏡面材料的問題，因而造就了許多"偉大的折射望遠鏡"，口徑從60公分到1米的折射望遠鏡，例如葉凱士天文台在1897年建造的；然而從1900年代初期開始，一系列口徑越來越大的，以玻璃做為鏡面的反射鏡陸續建造出來，包括威爾遜山的60英寸、100英寸（2.5公尺）的虎克望遠鏡（1917年），和200英寸的海爾望遠鏡（1948年）；基本上，從1900年以來所有主要的研究望遠鏡一直都是反射望遠鏡。在1975–1985年代，一些4公尺級（160英寸）的望遠鏡在夏威夷的火山島和智利沙漠中的高海拔地點被建造起來。在1970年代，發展出由電腦控制的經緯儀架台，和1980年代的主動光學，使新一代更巨大的望遠鏡誕生，從在1993年和1996年完成的兩架10公尺的凱克望遠鏡，以及一些8公尺的望遠鏡，包括ESA的甚大望遠鏡、雙子望遠鏡和昴星團望遠鏡。
在1931年，卡爾·央斯基偶然意外發現一個電波源，開啟了電波望遠鏡（連同電波天文學）的紀元。許多類型的望遠鏡，從無線電到伽瑪射線的廣闊波長範圍，都是在20世紀發展起來的。在1960年以後發展的太空望遠鏡，可以觀測在地面上觀測不到的幾個波段，包括X射線和波長更長的紅外線波段。

## 光學望遠鏡

### 光學基礎

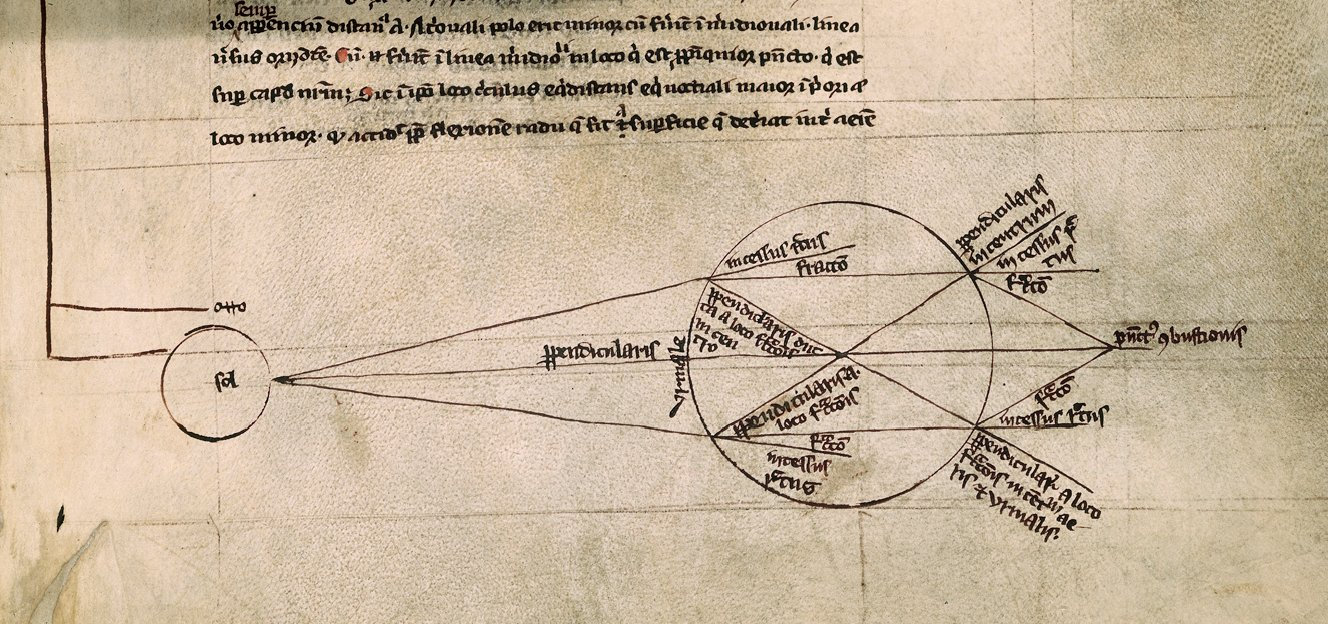
這張取自羅傑·培根 De multiplicatione specierum的光學圖，顯示光被裝滿了水的球形玻璃容器折射。

類似透鏡的物體可以追溯到4,000年前，雖然未知它的功用，可能用在其它的光學用途，也可能只是裝飾；來自岩石結晶的簡單透鏡在歷史上也早就有記載。希臘對充滿水的球體有許多光學上的解釋（西元前5世紀），之後的許多世紀也有光學的著作，包括托勒密著作的光學 (托勒密)（西元2世紀）就寫了包括反射、折射和顏色的光學性質；接續還有10世紀的依本薩爾和11世紀的海什木 。
大約12世紀，對歐洲出現的閱讀石（放在閱讀材料前面的放大鏡鏡頭），以及做為取火鏡的透鏡，都有著翔實的文獻。人們普遍認為實際使用的透鏡，可以追溯到13世紀。做為矯正遠視的眼鏡與凸透鏡，在13世紀晚期和14世紀初期誕生於義大利的北部；而在義大利北部廣泛製造和使用的眼鏡，利用凹透鏡矯正近視眼，被歸因為庫薩的尼古拉在1451年的發明。因此，這意味著從13世紀至16世紀，早期有關透鏡的知識和應用，以及結合凹透鏡和凸透鏡的望遠鏡原理，可能是許多人個別的發現；在13世紀，羅伯特·格羅斯泰斯特在1230年和1235年的幾篇科學著作，包括De Iride（提到彩虹），他說： 
"這一部分的光學，在有相當了解後，顯示我們如何可以將遠處的事物好像放置在很近之處，以及近處的大物體顯得非常小，以及我們如何將小東西放在一個距離上，而呈現出我們想要的任何大小，所以這或許能讓我們在令人難以置信的距離，來讀出最小的字母……"
羅傑·培根是羅伯特·格羅斯泰斯特在牛津大學的學生，頻繁的陳述了在13世紀具有放大功能的一種裝置，然而還不能確定他是否建立了一個工作模型。

### 發明

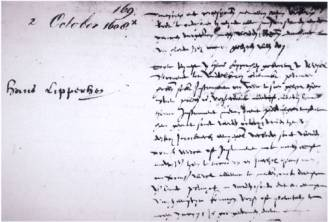
漢斯·利普塞在1608年申請望遠鏡專利未能成功的筆記。

望遠鏡的第一個紀錄於1608年來自荷蘭。它是米德爾的眼鏡製造商漢斯•利普塞於1608年10月2日向荷蘭國會申請”可以將遠方物體看成就在附近的儀器” 。幾週後，另一家荷蘭儀器製造商，Jacob Metius也申請類似的專利。因為這種儀器的知識似乎已經無所不在，因此國會沒有給予專利；但是荷蘭政府給予利普塞的一個合約，以複製他的設計。
最初的荷蘭望遠鏡由一個凸透鏡和一個凹透鏡組成，以這種方式製造的望遠鏡影像不會反轉。利普塞的原始只有放大3倍。這種望遠鏡發明之後不久，在荷蘭舊有相當數量的望遠鏡被製造出來，並迅速的擴散到歐洲各處。

#### 最早發明的宣稱
在1655年，荷蘭外交官William de Boreel試圖解開望遠鏡發明者的謎團。他在米德爾有一位童年的玩伴，後來成為地方上的長官（行政兼司法），在成人後的早期回憶有一位稱為"漢斯"（Hans）的奇觀製造者，是他記得的望遠鏡發明者。這位長官曾與當時的一位不明地宣稱者聯繫，米德爾的眼鏡製造商Johannes Zachariassen作證說，他的父親Zacharias Janssen早在1590年就發明望遠鏡和顯微鏡。這個證詞似乎令Boreel信服，他現在回憶說Zacharias 和他的父親，Hans Martens，一定是他記憶中的人。Boreel的結論是Zacharias Janssen比另一位眼鏡製造商漢斯·利普塞更早發明望遠鏡，並被Pierre Borel收錄在他於1656年的書《De vero telescopii inventore》中  Boreel調查的差異和Zachariassen的證詞不符合（包括Zachariassen謊報他的出生日期和在這項發明中的角色），導致一些歷史學家認為此一說法可疑。"Janssen"的宣稱持續了多年，並加入了Zacharias Snijder在1841年提出4根鐵管與透鏡，宣稱是Janssen在1590年發明的望遠鏡複製品；同時歷史學家Cornelius De Waard在1906年宣稱在1608年在法蘭克福書展試圖將破望遠鏡賣給天文學家西門·馬里烏斯的那個人一定就是Janssen。

## 註解
1. ↑  The history of the telescope Henry C. King, Harold Spencer Jones Publisher Courier Dover Publications ISBN 0486432653, 9780486432656
2. ↑  The history of the telescope Henry C. King, Harold Spencer Jones Publisher Courier Dover Publications ISBN 0-486-43265-3, ISBN 978-0-486-43265-6
3. ↑  Lovell, D. J.; 'Optical anecdotes', pp.40-41
4. ↑  Wilson, Ray N.; 'Reflecting Telescope Optics: Basic design theory and its historical development', p.14
5. ↑  . madehow.com.   [2013-08-01]. （原始内容存档于2012-05-22）.
6. ↑   (PDF): 3.   [2013-08-01]. （原始内容存档于2017-07-10）. John Donavan Strong, a young physicist at the California Institute of Technology, was one of the first to coat a mirror with aluminum. He did it by thermal vacuum evaporation. The first mirror he aluminized, in 1932, is the earliest known example of a telescope mirror coated by this technique.
7. 1 2  The history of the telescope by Henry C. King, Harold Spencer Jones Publisher Courier Dover Publications, 2003 Pgs 25-27 ISBN 0-486-43265-3, ISBN 978-0-486-43265-6
8. ↑  http://www.jstor.org/pss/505216
9. 1 2   (PDF).   [2013-08-01]. （原始内容存档 (PDF)于2009-09-16）.[來源可靠？]
10. ↑  Bardell, David. . Bios. May 2004, 75 (2): 78–84  [2017-12-29]. （原始内容存档于2020-11-06）.
11. ↑  Atti Della Fondazione Giorgio Ronchi E Contributi Dell'Istituto Nazionale Di Ottica, Volume 30, La Fondazione-1975, page 554
12. ↑  .   [2012-01-14]. （原始内容存档于2017-08-03）.
13. ↑  .   [2017-12-29]. （原始内容存档于2017-09-10）.
14. ↑  .   [2017-12-29]. （原始内容存档于2017-11-13）.
15. ↑  .   [2017-12-29]. （原始内容存档于2017-11-13）.
16. ↑  "The Hague discussed the patent applications first of Hans Lipperhey of Middelburg, and then of Jacob Metius of Alkmaar... another citizen of Middelburg galileo.rice.edu The Galileo Project > Science > The Telescope by Al Van Helden （页面存档备份，存于）
17. ↑  Albert Van Helden; Sven Dupré; Rob van Gent. . Amsterdam University Press. 2010: 21–2  [2018-01-02]. ISBN 978-90-6984-615-6. （原始内容存档于2019-06-11）.
18. ↑  King, Henry C. The History of the Telescope. Courier Dover Publications. 1955/2003.
19. ↑  Albert Van Helden; Sven Dupré; Rob van Gent. . Amsterdam University Press. 2010: 25  [2018-01-02]. ISBN 978-90-6984-615-6. （原始内容存档于2019-06-09）.
20. ↑  Albert Van Helden; Sven Dupré; Rob van Gent. . Amsterdam University Press. 2010: 32–36, 43  [2018-01-02]. ISBN 978-90-6984-615-6. （原始内容存档于2016-04-14）.
21. ↑  Albert Van Helden, Sven Dupré, Rob Van Gent, Huib Zuidervaart, The Origins of the Telescope, pages 32-36
22. ↑  Albert Van Helden, Sven Dupré, Rob van Gent, The Origins of the Telescope, Amsterdam University Press - 2010, pages 37-38

## 外部連結
History of optics articles
- Best Idea; Eyes Wide Open

History of telescope articles
- The Galileo Project - The Telescope by Al Van Helden （页面存档备份，存于）
- 400th Anniversary of the Invention of the Telescope
- Articles on the history of the telescope and related subjects
- The Prehistory of the Invention of the Telescope （页面存档备份，存于）
- A Brief History of the Telescope and Ideas for Use in the High School Physics Classroom （页面存档备份，存于）
- A History Of The Telescope
- Physics 1040 - Beginning Astronomy - The Telescope （页面存档备份，存于）
- An early history of the telescope - From 3500 B.C. until about 1900 A.D. （页面存档备份，存于）
- Reflecting telescopes Historical Introduction - The Early Period (1608–1672)[永久]

Other media
- "Eyes on the Skies" - documentary available online about the history and future of the telescope （页面存档备份，存于）

Other possible telescope inventors
- Leonard Digges (1520–1559) Did the reflecting telescope have English origins? Leonard and Thomas Digges by Colin A Ronan, M.Sc., F.R.A.S. - originally published in the Journal of the British Astronomical Association, 101, 6, 1991 （页面存档备份，存于）
- Juan Roget (died before 1624) - Historian Nick Pelling says Juan Roget, a Burgundian spectacle maker who died between 1617 and 1624 could have invented an early telescope. Controversy over telescope origin - BBC News 16 September 2008 （页面存档备份，存于）